# Lê Trung Thành
Lê Trung Thành (sinh năm 1943) là một sĩ quan cấp cao trong Quân đội nhân dân Việt Nam, hàm Trung tướng. Ông nguyên là Chính ủy Tổng cục Hậu cần, Đại biểu Quốc hội Việt Nam khóa X, thuộc đoàn đại biểu Thái Bình, Ủy viên Ủy ban Văn hóa, Giáo dục, Thanh niên, Thiếu niên và Nhi đồng Quốc hội (Việt Nam).

## Thân thế và sự nghiệp
Ông sinh ngày 15 tháng 7 năm 1943 tại Xã Tây Lương, huyện Tiền Hải, Thái Bình
Năm 1993, bổ nhiệm giữ chức Phó Tư lệnh về chính trị Quân khu 3.
Năm 1998, bổ nhiệm giữ chức Phó Chủ nhiệm về chính trị Tổng cục Hậu cần
Năm 2004, ông nghỉ hưu.
Thiếu tướng (1995), Trung tướng (2002)